# Raffaele Monaco La Valletta
Raffaele Monaco La Valletta (L'Aquila, 23 febbraio 1827 – Agerola, 14 luglio 1896) è stato un cardinale e arcivescovo cattolico italiano.

## Biografia
Nacque all'Aquila nel 1827 dai nobili Domenico Monaco La Valletta e Maria Maddalena de Felice Humani ed era il terzo di cinque figli (in ordine di età): Gaspare, Concetta, Raffaele, Maria e Francesco. Fin da piccolo dimostrò una chiara attitudine alla vita di pietà e di studio e già all'età di 8 anni fu mandato a studiare a Napoli, nel Collegio del Salvatore, dove però rimase solo un paio d'anni per l'inaspettata morte del padre. La madre, infatti, rimasta sola con cinque figli a carico, decise di fare ritorno a Chieti, sua città natale, andando a vivere nel palazzo De Felice Humani, adiacente alla chiesa della Santissima Trinità. Raffaele iniziò a frequentare il Real Collegio Teatino, nel quale rimase fino a 17 anni, ed ebbe come compagni, tra gli altri, Vincenzo Zecca e Silvino Olivieri.
Sentendosi fortemente inclinato allo stato sacerdotale e vincendo le opposizioni dei familiari, volle passare a Roma per vestire l'abito clericale e avviarsi così al sacerdozio. Entrò nella Pontificia Accademia dei Nobili Ecclesiastici e frequentò intanto la Pontificia Università Gregoriana, ove si laureò brillantemente in filosofia e teologia, e poi passò anche all'Università La Sapienza, ove si laureò anche in utroque iure.
All'età di 19 anni, nel giugno 1845, dopo un anno e 4 mesi di "noviziato", chiese al cardinale Paolo Polidori, segretario della Congregazione del Concilio, di essere ammesso alla prima tonsura, senza aver compiuto il servizio triennale del citato noviziato e fu ordinato sacerdote il 22 settembre 1849, a soli 22 anni. Monaco La Valletta prestò il suo servizio sotto diversi papi e vescovi e fu particolarmente legato a papa Pio IX e al suo vescovo Giosuè Maria Saggese; suo parroco fu don Giuseppe Cerella. Nel 1854 diventò prelato referendario e nel 1857 prelato aggiunto della Congregazione del Concilio; il 25 gennaio 1859 venne nominato pro-assessore della Congregazione del Sant'Uffizio, divenendo assessore il 20 dicembre. Collaborò inoltre alla stesura del Sillabo.
Papa Pio IX lo elevò al rango di cardinale nel concistoro del 13 marzo 1868, con il titolo di Santa Croce in Gerusalemme; fino alla nomina del cardinale Luigi Oreglia di Santo Stefano, è stato il porporato italiano più giovane. Fu consacrato vescovo il 9 gennaio 1874, quasi sei anni dopo la nomina a cardinale, e partecipò al conclave del 1878, che elesse papa Leone XIII. Divenuto nel 1889 decano del collegio cardinalizio, fu nominato cardinale vescovo di Ostia e di Velletri. Fu anche penitenziere maggiore, prefetto della S. Congregazione Cerimoniale, segretario della S. R. V. inquisizione e arciprete della Patriarcale Basilica Lateranense.
Grande amico di Bartolo Longo e devoto della Vergine di Pompei, fu nominato primo protettore del santuario della Beata Vergine del Rosario di Pompei il 28 marzo 1890; ne prese possesso per mezzo di monsignor Alessandro Carcani il 13 aprile successivo e il 6 maggio 1890 consacrò ufficialmente il santuario. Fu lui che, quando il santuario di Valle di Pompei, sottratto alla giurisdizione del vescovo di Nola, fu donato alla Santa Sede, ne fu nominato vicario pontificio di papa Leone XIII dal 13 marzo 1894.
Il 18 giugno 1894 fu nominato gran priore del Sovrano Militare Ordine di Malta e suo rappresentante presso la Santa Sede. Morì il 14 luglio 1896 all'età di 69 anni ad Agerola e i suoi resti mortali vennero trasferiti a Roma, presso la basilica di Sant'Andrea della Valle dove furono celebrati i funerali, e sepolti nel cimitero del Verano.

## Genealogia episcopale e successione apostolica
La genealogia episcopale è:
- Cardinale Scipione Rebiba
- Cardinale Giulio Antonio Santori
- Cardinale Girolamo Bernerio, O.P.
- Arcivescovo Galeazzo Sanvitale
- Cardinale Ludovico Ludovisi
- Cardinale Luigi Caetani
- Cardinale Ulderico Carpegna
- Cardinale Paluzzo Paluzzi Altieri degli Albertoni
- Papa Benedetto XIII
- Papa Benedetto XIV
- Cardinale Enrico Enriquez
- Arcivescovo Manuel Quintano Bonifaz
- Cardinale Buenaventura Córdoba Espinosa de la Cerda
- Cardinale Giuseppe Maria Doria Pamphilj
- Papa Pio VIII
- Papa Pio IX
- Cardinale Raffaele Monaco La Valletta

La successione apostolica è:
- Arcivescovo Rocco Cocchia, O.F.M.Cap. (1874)
- Vescovo Dominico de Angelis (1874)
- Vescovo Luigi Martucci (1874)
- Vescovo Antonio Maria Curcio (1874)
- Vescovo Luigi Barbato Pasca di Magliano (1874)
- Vescovo Giustino Puletti (1875)
- Arcivescovo Francesco Trotta (1876)
- Vescovo Francesco Vitagliano (1876)
- Vescovo Pietro Saulini Patrizi (1876)
- Vescovo Gennaro Maria Maselli, O.M. (1877)
- Arcivescovo Camillo Santori (1878)
- Vescovo Fidelis Johann Georg Dehm, O.F.M.Conv. (1878)
- Cardinale Luigi Rotelli (1878)
- Arcivescovo Giuseppe Maria Costantini (1878)
- Cardinale Placido Maria Schiaffino, O.S.B. (1878)
- Arcivescovo Mariano Elvezio Pagliari (1879)
- Cardinale Francesco Battaglini (1879)
- Cardinale Achille Manara (1879)
- Vescovo Filippo Allegro (1879)
- Vescovo Giuseppe Boraggini (1879)
- Vescovo Giuseppe Apollonio (1879)
- Arcivescovo Felice Gialdini (1879)
- Arcivescovo Augusto Antonio Vicentini (1879)
- Arcivescovo Gesualdo Nicola Loschirico, O.F.M.Cap. (1879)
- Vescovo Donnino Donnini (1879)
- Vescovo Angelo Michele Onorati (1879)
- Vescovo Vincenzo Manicardi (1879)
- Vescovo Aloisio Pistocchi (1879)
- Vescovo Vincenzo Serarcangeli (1879)
- Arcivescovo Dario Mattei Gentili (1880)
- Arcivescovo Pietro Alfonso Jorio (1880)
- Vescovo Agnello Renzullo (1880)
- Vescovo Antonio Pistocchi (1880)
- Vescovo Flaviano Simoneschi (1880)
- Vescovo Gaetano Bacile di Castiglione (1880)
- Cardinale Alfonso Capecelatro di Castelpagano, C.O. (1880)
- Vescovo Eusebio Magner, O.F.M.Cap. (1881)
- Vescovo Luigi Marcello Pellegrini (1881)
- Vescovo Pierre Henri Lamazou (1881)
- Arcivescovo Vincenzo Gregorio Berchialla, O.M.V. (1881)
- Cardinale Sebastiano Galeati (1881)
- Arcivescovo Giuseppe Camassa (1881)
- Vescovo Michael Felix Korum (1881)
- Cardinale Giuseppe D'Annibale (1881)
- Arcivescovo Josip Stadler (1881)
- Vescovo Carlo Mennella (1882)
- Vescovo Rocco Anselmini (1882)
- Vescovo Eugenio Luzzi (1882)
- Vescovi Giuseppe Gelli (1882)
- Patriarca Domenico Marinangeli (1882)
- Patriarca Giuseppe Ceppetelli (1882)
- Vescovo Luigi Bruno (1882)
- Vescovo Tiberio Durante (1882)
- Vescovo Luciano Gentilucci (1883)
- Vescovo Gaetano Lironi (1883)
- Vescovo Giuseppe Cavaliere (1883)
- Vescovo Tommaso Montefusco (1883)
- Cardinale Luigi Sepiacci, O.E.S.A. (1883)
- Arcivescovo Raffaele di Nonno, C.SS.R. (1883)
- Cardinale Gennaro Portanova (1883)
- Vescovo Raffaele Danise, M.I. (1883)
- Cardinale Tommaso Maria Martinelli, O.E.S.A. (1884)
- Vescovo Ercole Boffi (1884)
- Vescovo Alessio Maria Biffoli, O.S.M. (1884)
- Vescovo Giovanni Battista Scotti (1884)
- Arcivescovo Salvatore Maria Bressi, O.F.M.Cap. (1884)
- Vescovo Giovanni Maria Diamare (1885)
- Vescovo Luigi Traversi (1885)
- Vescovo Luigi del Forno (1885)
- Arcivescovo Giuseppe Giustiniani (1886)
- Arcivescovo Francesco d'Albore (1886)
- Arcivescovo Leopoldo Franchi (1886)
- Vescovo Giovanni Battista Tescari (1886)
- Vescovo Giovanni Maria Sardi (1886)
- Arcivescovo Raffaele Sirolli (1887)
- Arcivescovo Ernesto Mazzella (1887)
- Vescovo Michele de Jorio (1887)
- Vescovo Antonio Maria de Pol (1887)
- Arcivescovo Amilcare Tonietti (1887)
- Cardinale Francesco Satolli (1888)
- Arcivescovo Francesco Niola (1888)
- Vescovo Giuseppe Ricciardi (1888)
- Vescovo Vito Antonio Fioni (1888)
- Arcivescovo Domenico Taccone-Gallucci (1888)
- Arcivescovo Domenico Maria Valensise (1888)
- Vescovo Evangelista Di Milia, O.F.M.Cap. (1889)
- Arcivescovo Aurelio Zonghi (1889)
- Vescovo Giulio Matteoli (1889)
- Vescovo Giuseppe Marello, O.S.I. (1889)
- Arcivescovo Antonio Maria de Lorenzo (1889)
- Arcivescovo Tancredo Fausti (1889)
- Arcivescovo Edmund Stonor (1889)
- Arcivescovo Salvatore Palmieri, C.PP.S. (1889)
- Vescovo Etienne-Marie Potron, O.F.M.Obs. (1889)
- Vescovo Vincenzo Brancia (1889)
- Vescovo Giovanni Jannoni (1890)
- Vescovo Pasquale Corrado (1890)
- Arcivescovo Gaetano Caporali, C.PP.S. (1890)
- Vescovo Giuseppe Morticelli (1890)
- Vescovo Nicola Lo Russo (1890)
- Vescovo Giuseppe Consenti, C.SS.R. (1890)
- Vescovo Pietro Podaliri (1890)
- Arcivescovo Francesco Paolo Carrano (1891)
- Arcivescovo Giulio Vaccaro (1891)
- Vescovo Lorenzo Antonelli (1891)
- Arcivescovo Antonio Maria Buglione (1891)
- Patriarca Michele Zezza (1891)
- Cardinale Donato Maria Dell'Olio (1891)
- Vescovo Carmelo Ciotola (1891)
- Vescovo Paolo Fioravanti (1891)
- Vescovo Stefano Porro (1891)
- Cardinale Giuseppe Maria Graniello, B. (1892)
- Cardinale Diomede Angelo Raffaele Gennaro Falconio, O.F.M.Ref. (1892)
- Vescovo Emilio Alfonso Todisco Grande (1892)
- Vescovo Vincenzo Giuseppe Veneri (1893)
- Arcivescovo Tommaso de Stefano (1893)
- Cardinale Serafino Cretoni (1893)